# Chantal (Haiti)
Chantal, in creolo haitiano Chantal, è un comune di Haiti facente parte dell'arrondissement di Les Cayes nel dipartimento del Sud.